# Масленики (Кировская область)
 Масленики — деревня в Кировской области. Входит в состав муниципального образования «Город Киров»

## География
Расположена на расстоянии примерно 24 км по прямой на запад-юго-запад от железнодорожного вокзала станции Киров на правом берегу реки Быстрица.

## История
Известна с 1671 года как починок Юрки Мамникова с 1 двором, в 1678 Юрки Масленикова с 2 дворами, в 1764 30 жителей, в 1802 7 дворов. В 1873 году здесь (деревня Юрия Масленикова или Масленики) дворов 30 и жителей 76, в 1905 (починок Масленники) 9 и 69, в 1926 (деревня Масленники) 15 и 77, в 1950 23 и 59, в 1989 (Масленики) 7 постоянных жителей. Административно подчиняется Октябрьскому району города Киров.

## Население
Постоянное население составляло 4 человека (русские 100%) в 2002 году, 11 в 2010.